# Конрад I Мазовецький
Ко́нрад I Мазове́цький (пол. Konrad I Mazowiecki, 1187 — 31 серпня 1247) — князь Мазовецький та Куявський; Великий князь Польський (1229—1232 та 1241—1243), з династії П'ястів.

## Біографія
Конрад Мазовецький — засновник незалежного Мазовецького князівства в складі Польщі. Правив у ньому між 1207 та 1247 роками.
Четвертий і молодший син Казимира II Справедливого і князівни Олени Зноємської (у старій історіографії її вважали руською княжною Оленою Всеволодівною або дочкою Ростислава Галицького через помилки Яна Длугоша, який вигадав її родовід тільки з її непольського прізвиська), молодший брат Лешека Білого.
Князь Куявії в 1202—1247 роках, князь Сєрадза, князь Краківський в 1229—1232, 1241—1243 роках. Заснував в Мазовії самостійне Мазовецьке князівство, що входило до складу Королівства Польського. Правив у ньому в 1207—1247 роках.
Після смерті в 1227 році свого рідного брата Лешека Білого Конрад справедливо вважав свої права на Малопольський престол найвагомішими і заявив про них збройним шляхом. 1229 року він розбив краківського князя Генріха I Бородатого і взяв його в полон. Перемогою Конрада скористався Владислав III Тонконогий і сів княжити в Кракові. Конрад звернувся за допомогою до Данила Романовича і уклав з ним союзний договір. Об'єднавши свої сили з Романовичами він рушив на контрольований Владиславу Тонконогим місто Каліш, який здався йому після облоги.
Тісно співпрацював з Німецьким (Тевтонським) орденом хрестоносців, у 1226 році віддав йому у володіння Хелмінську землю Польщі. 3 березня 1237 року передав волинське місто Дорогичин (Дрохічін) зі значною територією між Західним Бугом і річкою Нурою добжинським лицарям. У березні 1238 року галицько-волинський князь Данило Романович, підступивши з великим військом до Дорогочина, захопив місто, полонивши магістра Добжинських, повернувши собі дрогичинську землю над Бугом (сьогодні — територія Підляського воєводства у складі Республіки Польща).
10 липня 1241 року, скориставшись загибеллю великого князя Генріха II Благочестивого під час навали хана Батия, зайняв у вересні Краків, ставши князем (1241—1243 роки). Однак після битви 25 травня 1243 року під Суходолом, в якій він разом з синами зазнав поразки від малопольського князя Болеслава V Сором'язливого, був змушений покинути Краків і повернутися в Мазовію. Але в тому ж році мазовецький князь спустошив Краківську землю і околиці Кельців, схиливши Романовичів до наїзду на Люблін. У 1244 році Конрад I напав на Сецеховську і Люблінську землі.

## Родина
Дружина — українська княжна Агафія Святославна
Діти:
- Болеслав I Мазовецький (1210—17 квітня 1248), князь Мазовецький (1247—1248)
- Казимир I Куявський (1210/1213—14 грудня 1267), князь Куявський (1247—1267)
- Земовит І (1213—24 червня 1262), князь Мазовецький (1248—1262)
- Євдоксія (1215—1240), дружина графа Дітриха I фон Брена
- Людмила (до 1225—?)
- Земомисл (1216/1228—1241)
- Соломія (1220/1225—1268), черниця
- Юдита (1222/1227—1257/1263), дружина Мешка II Опольського, пізніше — Генріха III Вроцлавського
- Дубравка (бл. 1230—1265)
- Мешко (1235—у дитинстві)

## Генеалогія
Конрад I Мазовецький веде свій родовід, в тому числі, й від великих князів Київських Ярослава Мудрого та Володимира Великого.